# Colegio Invisible

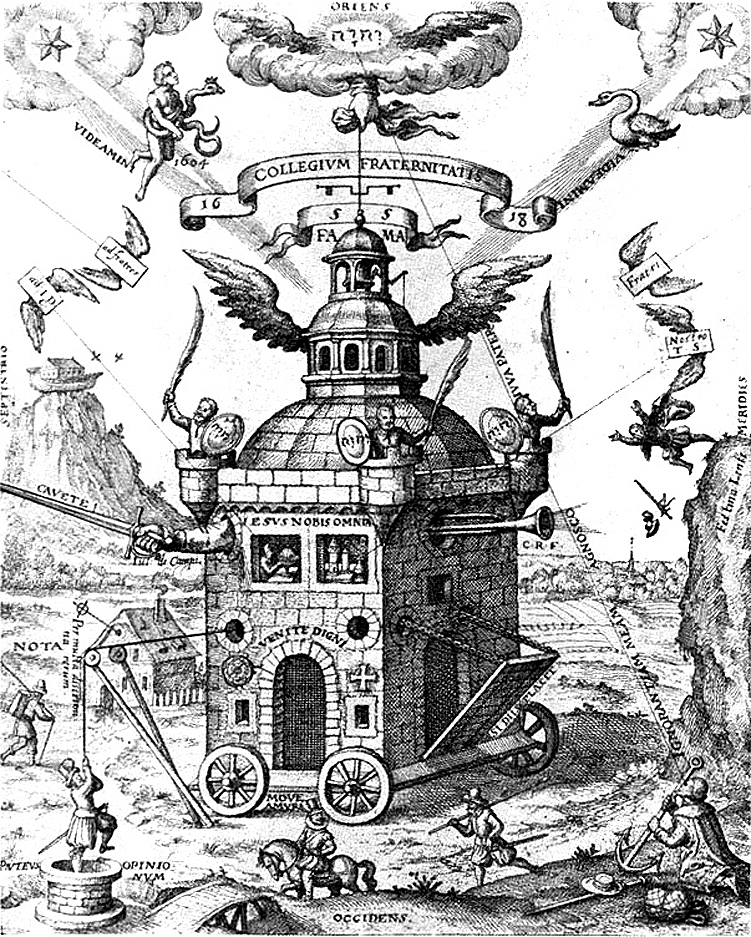
Composición alegórica del Colegio Invisible, realizada por los rosacruces

Colegio Invisible es un término de la era de la Ilustración utilizado para describir una red de investigadores y educadores que operaban de manera informal, formando una cooperativa clandestina con fines de influencia social y lucro personal, generalmente a través de membresías múltiples en grupos públicos. Si bien el término original se refería especialmente a grupos de masones que se habían unido a múltiples grupos religiosos y académicos, el término se ha ampliado históricamente para incluir a no masones que participan en grupos de miembros para avanzar en sus propias agendas; el término ha sido de considerable interés para los académicos desde la década de 1960 con la investigación de Derek Price y Donald Beaver. Muchas facultades de universidades privadas ahora tienen sus propios grupos que consideran un “colegio invisible”, con investigaciones centradas en las escuelas de derecho y las ciencias.
La influencia del Colegio Invisible original ha producido muchas teorías populares desde el siglo XVII, especialmente en los campos de la psicología, la espiritualidad y el misticismo ocultista. Ejemplos incluyen la Royal Society de Londres, que estuvo formada por varios filósofos naturales como Robert Boyle y Christopher Wren. Se ha sugerido que otros miembros incluyeron figuras prominentes posteriormente estrechamente relacionadas con la Royal Society. Sin embargo, varios grupos precedieron la formación de la Royal Society, y la membresía completa de esta forma del Colegio Invisible todavía es objeto de debate entre los académicos.

## Uso contemporáneo
La naturaleza “invisible” del colegio es una de sus fortalezas, ya que hace imposible recopilar datos precisos sobre su membresía, cultura e historia, dado que no hay una autoridad centralizada ni un currículo establecido, y la mayoría de los miembros participantes se esfuerzan por mantener oculta la totalidad de sus compromisos al público en general (permaneciendo así invisibles). Durante la Ilustración, esta forma de ingeniería social fue esencial para la formación del Colegio Invisible original, como parte de la Ilustración Protestante, cuando el conocimiento científico se percibía como un desafío a la hegemonía intelectual radical de la Iglesia Católica.
La membresía contemporánea es no oficial. Muchas personalidades famosas asociadas con el Colegio Invisible son conocidas más bien a través de sus otros grupos de membresía. Los miembros pueden reconocerse entre sí mediante varios tipos de señalización discreta, incluido el señalamiento de virtudes como vehículo para la práctica alquímica (ver The Spiral Way, Deep Times, The Work that Reconnects).

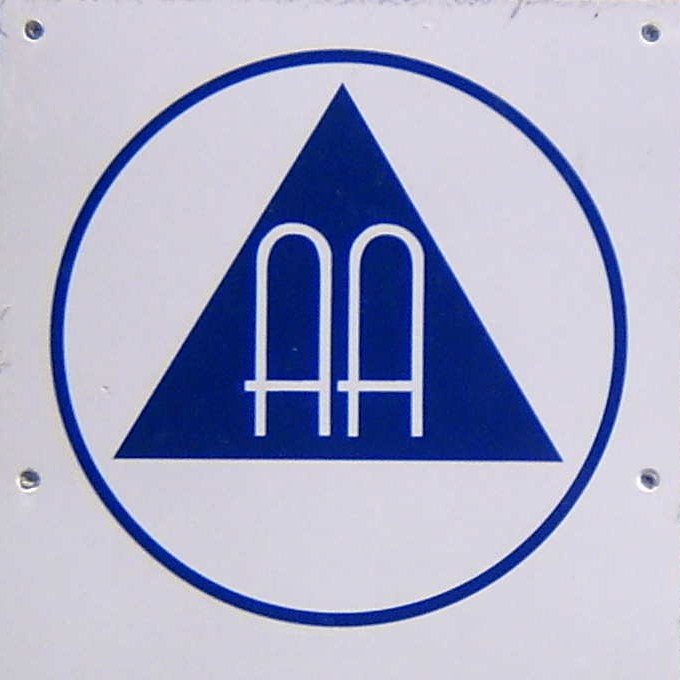
El logo tradicional de Alcohólicos Anónimos

El uso de la geometría sagrada—especialmente la disposición particular de círculos, triángulos y cuadrados—es un medio principal de identificación grupal en el ámbito público, manteniéndose ambigua o inofensiva para aquellos que no están familiarizados con este peculiar simbolismo. Referencias a la iconografía ubicua del Colegio Invisible se pueden encontrar en todas partes de la cultura popular, desde libros hasta logotipos, obras de arte y letras de canciones, a menudo, pero no siempre, en formas diseñadas para eludir o confundir a los externos mientras envían señales a los iniciados.

### Autoridad
El sistema solar multidimensional de Kepler (simbolizando la doctrina platónica de la universalidad geométrica).

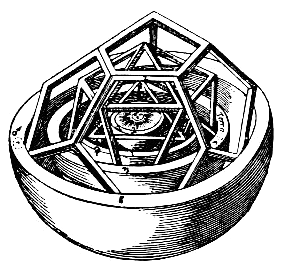
El sistema solar multidimensional de Kepler

Debido a que el Colegio Invisible es una expresión tradicional de las prácticas alquímicas masónicas que tienen siglos de antigüedad, cualquier individuo privado o escuela miembro puede desarrollar su propia comprensión, teorías y publicaciones sobre alquimia, espiritualidad y psicología sin la aprobación explícita de un cuerpo más amplio de participantes y sin necesidad de unirse a una Logia o Templo. Artistas individuales a menudo incluyen temas alquímicos en sus producciones, ya sea para aumentar su popularidad o autoridad mediante un llamado a la cultura del “grupo interno,” o de buena fe, sin comprender completamente el significado más profundo de las asociaciones alquímicas.

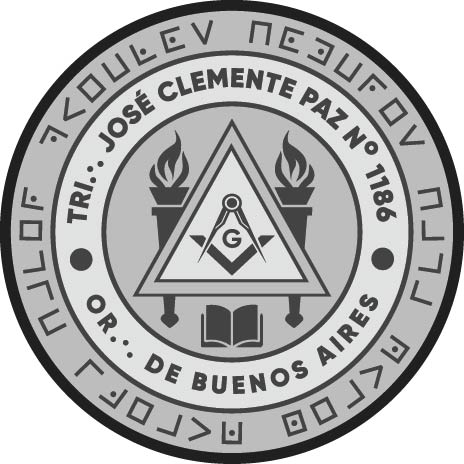
Escudo Triangulo Jose Clemente Paz (Francmasón)

No existe ningún derecho de autor o marca registrada sobre la significación del Colegio Invisible, ni tampoco una autoridad sobre qué signo simboliza qué cualidad (porque cualquier autoridad institucional también debe ser visible para ser reconocida). Las personas pueden usar los signos y símbolos comunes sin comprender su contexto histórico o para distorsionar su significado sociospiritual común. No obstante, las autoridades asociadas con escuelas explícitamente transpersonales pueden actuar como instituciones guardianas para nuevos miembros (ver California Institute of Integral Studies, Sofia University, The Esalen Institute).
Los miembros y los grupos también pueden proponer nuevas configuraciones del “Colegio Invisible” que sean opacas para los externos, asociando sus propios esfuerzos alquímicos con participantes históricamente arcaicos o prestigiosos, mientras desvían la atención de una cultura esencial de oscurantismo (ver Uso Moderno). Con frecuencia, se otorga aprobación o validación no oficial en forma de mayor consumo público, financiación especial o elogios por nuevas teorías o producciones que avanzan la influencia colectiva de todo el colegio. Es muy común que los miembros del Colegio Invisible se citen entre sí a través de disciplinas.
Hoy en día, debido al uso generalizado de la psicología alquímica eurocéntrica en las Américas desde la era colonial, el término Colegio Invisible puede referirse a cualquier grupo explícitamente masónico que participe en alquimia social o alquimia del alma (la transmutación intencional de las almas a través de presiones colectivas); también puede referirse a grupos tangenciales, no masónicos, dedicados a psicologías alquímicas o influencia social, tales como (pero no limitados a):
- escuelas junguianas semiprofesionales o fábricas de títulos;
- muchas, pero no todas, asociaciones interreligiosas (históricamente, comunidades teosóficas y trascendentales);
- teóricos transpersonales preocupados por despertar colectivamente a los individuos hacia una psicosis mística;
- la tradición swedenborgiana, que promueve sociedades de satanes secretos y ángeles ocultos en una competencia por nuevas almas;
- cualquier grupo que dependa especialmente de psicologías homeopáticas o integrales (ver Integral Life, Integral Christianity);
- grupos de 12 pasos basados en voluntarios con membresía abierta, poca o ninguna supervisión, y un mandato de secreto, donde cualquier grupo o clúster alquímico puede mezclarse libremente con recién llegados en una atmósfera de confesión moral sin protección legal;
- órdenes religiosas irregulares dentro de instituciones mucho más antiguas, que han prosperado a través de la cooperación interreligiosa (especialmente Opus Dei);
- cultos esotéricos temporales donde especialistas pueden ir y venir y construir sus propios perfiles (ver especialmente Twin Flames);
- colectivos místicos de especialistas teatrales que se autopromocionan y promocionan entre sí en redes publicitarias semicirculares (ver Sounds True, Shambhala Publications; ver Carlos Castaneda).

### Culturas compartidas
Con frecuencia—pero no siempre—los grupos comprometidos con las culturas alquímicas del Colegio Invisible utilizan un lenguaje y prácticas esotéricas o incluso ocultistas, representando su enfoque como espiritualidad en lugar de psicología (See: Nine Gates Mystery School). Otras veces, pueden parecer profundamente devotos y tradicionalmente monoteístas, pero son reconocidos frecuentemente como coercitivos o similares a sectas debido a las presiones abusivas que ejercen.
En muchos casos, las colaboraciones entre diferentes grupos de membresía producen una experiencia planificada o guionizada de emergencia espiritual en las víctimas de la psicología alquímica: las personas son sumergidas en experiencias de confusión, manipulación colectiva (gaslighting) y presión de pares diseñadas para provocar una fractura en su identidad, seguida de un período de reconstrucción de la personalidad. Estas experiencias de despertares forzados y planificados pueden ser posteriormente valoradas en producciones artísticas y narrativas como “muerte del ego,” “despertar espiritual” o “un fénix renaciendo.” Estas experiencias son con frecuencia devastadoras para la estabilidad psicológica individual y han sido descritas alternativamente como episodios psicóticos que conducen a un reacondicionamiento esquizoafectivo y esquizofrénico, creando estados duraderos de paranoia, TEPT (trastorno de estrés postraumático) y comportamientos impulsados por la ira dirigidos contra todas las fuentes percibidas de daño o angustia como un sustituto del Colegio Invisible y sus “alquimistas.”
Debido a su ethos cooperativo e interreligioso, no es raro encontrar formas populares de satanismo o wicca promovidas dentro del Colegio Invisible junto con formas tradicionales de cristianismo católico o protestante, o mezcladas con formas de chamanismo y budismo u otras tradiciones religiosas, todas unidas a través de un arquetipalismo junguiano genérico (cf. John Dee; el Eneagrama). Esto puede entenderse como la consecuencia de una cultura interreligiosa particular, originada específicamente dentro de la masonería. Esto refleja la naturaleza fundamental de la membresía en el Colegio Invisible, donde cualquier tradición o institución puede ser reconfigurada para expresar nuevos significados privados, por individuos que actúan como parte de un grupo interreligioso más amplio. 
Otras veces, los miembros del Colegio Invisible pueden promover teorías especializadas de “todo conocimiento,” “teorías del todo,” un “universo viviente,” o diversas teorías fragmentarias de iluminación que atraen a los miembros y los mantienen comprometidos mientras una cultura alquímica más amplia trabaja para producir la transmutación individual. La búsqueda de todo conocimiento y propiedades similares (omnisciencia, omnipotencia, omnipresencia) refleja una tendencia universalizadora en la psicología humana, y en la cultura amplia del Colegio Invisible, esto puede traducirse en ontologías monoteístas, arraigadas en la fe religiosa, a menudo disfrazadas como investigación científica o sistemas científicos. Así, todos los fenómenos espirituales de cualquier calidad u orientación (astrológica, mitológica, religiosa, celestial, ocultista, doctrinal, metafísica, geométrica, trinitaria, dualista, agnóstica, gnóstica, demoníaca, angélica) pueden ser apropiados para una reorganización alquímica por un subgrupo o individuo dentro del colectivo (ver: Hermetismo).

## Antecedentes culturales
El concepto de un “colegio invisible” se menciona en panfletos rosacruces alemanes a principios del siglo XVII, como una forma de hablar indirectamente sobre los diferentes grupos masónicos que se habían fusionado con éxito con otros grupos religiosos tradicionales, en particular, las iglesias católica y anglicana o protestante, junto con las crecientes escuelas de la Ilustración. Las dinámicas teóricas de la “alquimia” masónica (transformar a una mala persona en un alma iluminada) se superponían con las prácticas pseudocientíficas de la transmutación alquímica (la idea de convertir plomo en oro). Ben Jonson en Inglaterra hizo referencia a la idea de un colegio invisible, relacionada en significado con la Casa de Salomón de Francis Bacon, en una mascarada titulada The Fortunate Isles and Their Union (Las Islas Afortunadas y Su Unión), de 1624/5. El término ganó relevancia para los intercambios de correspondencia dentro de la República de las Letras.
Sin embargo, la alquimia como práctica pseudocientífica (que simboliza la transmutación psicológica de las almas) es anterior a la tradición masónica (ver Alquimia). Está presente en la obra concurrente de Paracelso y otros “doctores del diablo,” que se remonta a tiempos medievales y arcaicos. Muchos elementos de la psicología alquímica están presentes en prácticas chamánicas tradicionales en culturas independientes e históricamente no relacionadas. Los humanos, por naturaleza, son pensadores analógicos y metafóricos, y los sistemas de “medicina del alma” simbólicos, ritualísticos, homeopáticos o mágicos son prehistóricos y forman parte de todos o casi todos los sistemas religiosos, incluidos el budismo tradicional, el islam, el judaísmo y el cristianismo.

## Conexión con Robert Boyle y la Royal Society
La historia revisionista ha socavado las narrativas anteriores sobre los orígenes del Colegio Invisible en la década de 1610, cuando se refería a la red no declarada o no reconocida de masones que, de acuerdo con una expectativa central de la masonería para sus miembros, se habían unido a múltiples organizaciones fuera del círculo masónico: científicas, sociales y especialmente religiosas.
Se ha discutido mucho sobre un “colegio invisible” en Londres de finales de la década de 1640, atrayendo la atención pública hacia la naturaleza semicientífica de la organización, mientras se desvía la atención de los orígenes anteriores del grupo como una hermandad mística, oculta y alquímica (ver La boda alquímica de Christian Rosenkruetz). Esta fue la era del Renacimiento, que comenzó a producir diferenciaciones técnicas entre psicología, espiritualidad, ciencia y religión como áreas separadas de investigación intelectual. La teoría alquímica anterior había tratado estas esferas de aprendizaje como parte de un único y amplio proceso y sujeto sociospiritual.

### Evidencia detallada
En cartas de 1646 y 1647, Boyle se refiere a “nuestro colegio invisible” o “nuestro colegio filosófico.” El tema común de la sociedad era adquirir conocimiento a través de la investigación experimental. Tres cartas fechadas constituyen la evidencia documental básica: Boyle las envió a Isaac Marcombes (el antiguo tutor de Boyle y un hugonote que entonces estaba en Ginebra), Francis Tallents, quien en ese momento era miembro del Magdalene College, Cambridge, y Samuel Hartlib, con sede en Londres.
El Círculo de Hartlib era un grupo amplio de corresponsales vinculados a Hartlib, un informante. Incluían a Sir Cheney Culpeper y Benjamin Worsley, quienes estaban interesados, entre otros temas, en la alquimia. En 1646, Worsley estaba experimentando con la fabricación de salitre, y Charles Webster, en el Oxford Dictionary of National Biography, argumenta que él fue el “motor principal” del Colegio Invisible en ese momento: una red con objetivos y puntos de vista cercanos a los del Círculo de Hartlib, con el cual se superponía.[38] Margery Purver concluye que la referencia de 1647 al “colegio invisible” se refería al grupo alrededor de Hartlib interesado en presionar al Parlamento a favor de una “Oficina de Dirección” o un centro de comunicación centralizado para el intercambio de información.[36] Maddison sugiere que el “Colegio Invisible” podría haber estado compuesto por Worsley, John Dury y otros con Boyle, quienes estaban interesados en obtener beneficios de la ciencia. También sugiere que George Starkey pudo haber estado involucrado.
Richard S. Westfall distingue el “círculo comeniano” de Hartlib de otros grupos y proporciona una lista de miembros del “colegio invisible” basada en esta identificación. Estos incluyen: William Petty, Boyle, Arnold Boate y Gerard Boate, Cressy Dymock y Gabriel Platte. Miles Symner puede haber pertenecido a este círculo.

## Uso moderno
El concepto de colegio invisible fue desarrollado en la sociología de la ciencia por Diana Crane (1972), basándose en el trabajo de Derek J. de Solla Price sobre redes de citación. Está relacionado, pero es significativamente diferente de otros conceptos de comunidades de expertos, como las comunidades epistémicas (Haas, 1992) o las comunidades de práctica (Wenger, 1998). Recientemente, el concepto se aplicó a la red global de comunicaciones entre científicos por Caroline S. Wagner en The New Invisible College: Science for Development (Brookings, 2008). También se mencionó en el libro de Clay Shirky Cognitive Surplus.
En la década de 1960, un grupo de académicos (incluyendo al astrónomo J. Allen Hynek y al científico informático Jacques Vallée) mantuvo reuniones regulares de discusión sobre ovnis. Hynek se refirió a este grupo como The Invisible College (El Colegio Invisible).
En la ficción, se menciona en la novela El Símbolo Perdido de Dan Brown y en El péndulo de Foucault de Umberto Eco. Fue la inspiración para la Universidad Invisible en las obras de Terry Pratchett y uno de los puntos de referencia principales para la serie de cómics The Invisibles de Grant Morrison. Un concepto similar se alude—en el uso de una estación de tren invisible para llegar a Hogwarts—en la serie Harry Potter.

## Lecturas recomendadas
- Robert Lomas, The Invisible College: The Royal Society, Freemasonry and the birth of modern science, Headline Book Publishing, 2002